# Enzo Morelli
Enzo Morelli (Bagnacavallo, 5 dicembre 1896 – Bogliaco del Garda, 28 gennaio 1976) è stato un pittore e illustratore italiano.

## Biografia
Dalla natia Romagna Morelli fu costretto, per vicissitudini familiari, a trasferirsi a Milano ove trascorse gran parte della sua vita. Qui studiò presso l'Umanitaria, lavorò e fu poi assunto da Ricordi come allievo e aiuto di L. A. Mauzan.
Dal 1914 la grande guerra, da artigliere, al fronte. Fu ferito e ricoverato all'Ospedale Militare di Mestre nel 1916, assieme a un altro soldato di artiglieria, Romeo Fontana, suo coetaneo, di cui eseguì un bellissimo ritratto a matita, e del quale rimase amico tutta la vita.
Finita la guerra, dai disegni sul giornale della VI Armata, passò a collaborare come illustratore con diversi editori, continuando la sua attività pittorica.
Nel 1926 vinse un concorso per la decorazione ad affresco della sala della Conciliazione nel Palazzo Comunale di Assisi. Nel 1931 tornò a Milano.
Partecipò fin dalla prima Mostra del Novecento italiano alle maggiori rassegne nazionali e internazionali ottenendo riconoscimenti e premi.
Enzo Morelli insegnò con passione pittura all'Accademia di Brera e all'Accademia di Belle Arti di Bologna.